# Stazione di Badolato
La stazione di Badolato è una stazione ferroviaria posta sulla ferrovia Jonica. Serve il centro abitato di Badolato.

## Movimento

### Trasporto regionale
La stazione è servita da treni regionali che collegano Badolato con: 
- Catanzaro Lido
- Reggio Calabria Centrale
- Lamezia Terme Centrale (via Catanzaro Lido)
- Locri

I treni del trasporto regionale vengono effettuati con ALn 663, ALn 668 in singolo e doppio elemento, vengono anche utilizzati i treni ATR.220 Swing.